# Über die Unendlichkeit
Über die Unendlichkeit (schwedischer Originaltitel Om det oändliga) ist ein Filmdrama von Roy Andersson, das am 3. September 2019 im Wettbewerb der Filmfestspiele von Venedig seine Weltpremiere feierte und am 17. September 2020 in die deutschen Kinos kam. Die Geschichten im Film sind lose von den Märchen aus Tausendundeiner Nacht inspiriert.

## Handlung
Eine Feenstimme erzählt von alltäglichen Geschehnissen im Leben verschiedener Menschen, ähnlich der Erzählerin Scheherazade. Da ist ein Mädchen, das zum ersten Mal die Hand des Jungen ergreift, den sie liebt, ein Vater, der seiner Tochter im strömenden Regen die Schnürsenkel bindet, ein anderer Vater, der seinen toten Sohn in den Armen hält, und ein verkrüppelter Kriegsveteran, der am Straßenrand sitzt. Ein katholischer Priester mittleren Alters gelangt zu der Erkenntnis, dass er seinen Glauben verloren hat. Zum ersten Mal bittet er nicht bei Gott um Rat, sondern konsultiert einen Arzt. In seinen letzten Tagen betritt Adolf Hitler seinen Bunker und wird von drei Generälen mit einem müden „Sieg Heil“ begrüßt. Besiegte Truppen gehen in ordentlicher Formation in ein Kriegsgefangenenlager. Ein Vater begeht an seiner Tochter einen Ehrenmord.

## Produktion
Der Film ist eine schwedisch-deutsch-norwegische Produktion. Als Produzentin fungierte Pernilla Sandström. Koproduziert wurde der Film von der 4½ Fiksjon AS und Essential Films in Zusammenarbeit mit der Société Parisienne de Production, der Sveriges Television AB, ARTE France Cinéma, dem ZDF, Film Capital und dem Stockholm Fund. Regie führte Roy Andersson, der sich bei seiner Arbeit von den Geschichten aus Tausendundeiner Nacht inspirieren ließ. Eine weitere Inspiration für den Hintergrund seiner filmischen Genrebilder sei der schwedische Funktionalismus der 1950er Jahre, mit seiner kalten, gesichtslosen, pompösen Architektur, in der die Menschen verloren wirkten und wie vor Theaterkulissen agierten. Andersson ließ sich zudem von der Malerei inspirieren, etwa der Neuen Sachlichkeit und Otto Dix, auch von Edward Hopper und Marc Chagall, so dessen Über der Stadt für die Eingangssequenz mit dem über Kriegsruinen schwebenden Liebespaar. Als Hauptthema des Films bezeichnet Andersson "die Verletzlichkeit des Menschen", und er erklärte, dass er "die Schönheit des Lebens betonen" und genau darum "grausame und traurige Szenen des Lebens" zeigen wolle.
Von der Film- und Medienstiftung NRW und vom Medienboard Berlin-Brandenburg erhielt der Film eine Produktionsförderung von je 100.000 Euro sowie vom Schwedischen Film Institut in Höhe von 1,3 Millionen Euro. Eine weitere Förderung wurde vom Nordisk Film & TV Fond gewährt.
Die Dreharbeiten fanden von 2. Januar bis 31. Oktober 2017 statt. Als Kameramann fungierte Gergely Pálos, mit dem Anderson bereits für seinen Film Eine Taube sitzt auf einem Zweig und denkt über das Leben nach zusammenarbeitete.
Erste Szenen aus dem Film stellte Andersson im Februar 2018 vor. Am 3. September 2019 feierte der Film seine Uraufführung im Wettbewerb der Filmfestspiele von Venedig, wo er um den Goldenen Löwen konkurrierte. Kurz zuvor wurde der erste Trailer veröffentlicht. Im September 2019 lief der Film beim Toronto International Film Festival in der Sektion Masters. Im Oktober 2019 feierte er seine Deutschlandpremiere beim Film Festival Cologne und seine Österreichpremiere bei der Viennale. Im weiteren Verlauf des Jahres soll der Film in die US-amerikanischen Kinos kommen. Ein Kinostart in Österreich war für den 13. März 2020 angekündigt. Mitte September 2020 wird er im Rahmen der Filmkunstmesse Leipzig vorgestellt und kommt am 17. September 2020 in die deutschen Kinos, nachdem der ursprünglich für März 2020 annoncierte Starttermin aufgrund der COVID-19-Pandemie verschoben wurde. Die internationalen Verkäufe werden vom Coproduction Office abgewickelt.

## Rezeption

### Kritiken
Der Film konnte 95 Prozent aller Kritiker bei Rotten Tomatoes überzeugen und erhielt hierbei eine durchschnittliche Bewertung von 8,2 der möglichen 10 Punkte. Auf Metacritic erhielt er einen Metascore von 87 von 100 möglichen Punkten.
Doris Senn vom Filmbulletin erklärt in ihrer Kritik, die teils grotesken, historischen und auch gegenwärtigen Begebenheiten blieben meistens «lose», und nur wenige der Vignetten bildeten ein fortlaufendes Narrativ: „Trotz ihrer Fragmenthaftigkeit schlagen uns die kleinen Handlungseinheiten in ihren Bann – nicht zuletzt wegen der immer wieder überraschenden Settings, der ausgefeilten Bilder und der verblüffenden Wendungen. Sie erzeugen eine Art Zeitlosigkeit, die nachhallt.“ Die in Roy Anderssons Filmen Songs from the Second Floor, You, the Living und A Pigeon Sat on a Branch Reflecting on Existence begonnene Reflexion von Wesen und Sein finde in About Endlessness eine großartige Fortführung, und der Film wirke wie ein Reigen von Bildern und teils verstörenden Geschichten, die innehalten ließen, um die Dinge mit Distanz zu betrachten und die uns mitunter mit wesentlichen Fragen der Existenz konfrontieren.
Michael Meyns von der Gilde deutscher Filmkunsttheater schreibt, der Film zeichne sich durch eine Erzählweise aus, die fast vollkommen frei von klassischer Narration ist. Statt eine Geschichte zu erzählen, zeige Roy Andersson kurze Vignetten, die lose um Themen kreisten, zwischen denen sich bisweilen Verbindungen herstellen ließen, die Assoziationsräume öffneten, manchmal Kunst- und Filmgeschichte zitierten, es vor allem aber dem Zuschauer erlaubten, sich eigene Überlegungen zum Geschehen zu machen.
Von der Deutschen Film- und Medienbewertung wurde Über die Unendlichkeit mit dem Prädikat Besonders wertvoll versehen.

### Auszeichnungen
Der Film befand sich in einer Vorauswahl für den Europäischen Filmpreis 2019. Im Folgenden weitere Auszeichnungen und Nominierungen.
Guldbagge 2020
- Nominierung als Bester Film
- Nominierung für die Beste Regie (Roy Andersson)
- Nominierung für das Beste Drehbuch (Roy Andersson)
- Auszeichnung für das Beste Produktionsdesign (Anders Hellström, Frida Ekstrand Elmström und Nicklas Nilsson)[20]

Europäischer Filmpreis 2019
- Auszeichnung für die Besten visuellen Effekte (Martin Ziebell, Sebastian Kaltmeyer, Néha Hirve, Jesper Brodersen und Torgeir Busch)

Film Festival Cologne 2019
- Nominierung für den Hollywood Reporter Award (Roy Andersson)[21]

Internationale Filmfestspiele von Venedig 2019
- Nominierung für den Goldenen Löwen (Roy Andersson)
- Auszeichnung mit dem Silbernen Löwen für die Beste Regie (Roy Andersson)

London Critics’ Circle Film Awards 2021
- Nominierung als Bester Film
- Nominierung als Bester fremdsprachiger Film[22]